# Lille Nord
Lille Nord er en jernbane mellem Hillerød og Helsingør i Nordsjælland og er en del af Nordbanen (oprindeligt: "Den Nordsjællandske Jernbane") fra København over Hillerød til Helsingør. På strækningen mellem Snekkersten og Helsingør benyttes samme spor som Kystbanen. Jernbanestrækningen mellem Helsingør og Hillerød er 24,4 km lang.

## Navn
Øgenavnet "Lille Nord" er formentlig opstået internt i DSB omkring 1970 og bruges nu helt officielt af Lokaltog. Længere sydpå kaldes strækningen fra Roskilde over Køge til Næstved tilsvarende for Lille Syd, et navn der antagelig er opstået som en pendant til Lille Nord.
Lille Nord har siden december 2010 indgået i R-nettet, hvor den har linjenummer 930R.

## Historie
Banen åbnedes den 6. juni 1864 da den året forinden åbnede Nordbanen fra København til Lyngby forlængedes over Hillerød til Helsingør. Banen anlagdes af det private Det Sjællandske Jernbaneselskab, der i 1880 blev overtaget af staten og efterfølgende indgik i DSB. I 1897 fik banen en konkurrent med den mere direkte Kystbanen fra Østerport i København til Helsingør, der dog dengang som nu benytter den eksisterende banes spor mellem Snekkersten til Helsingør. Nordbanen selv fik i 1936 S-tog til Holte og i 1968 til Hillerød. Her efter blev den resterende strækning mellem Hillerød og Helsingør drevet særskilt. I 2006 overgik driften af banen fra DSB til Lokalbanen, der også drev flere andre baner i området. 1. juli 2015 indgik banen sammen med resten af selskabet i Lokaltog.

## Materiel
Banen blev tidligere betjent af motortog bestående af motorvogne litra MO med tilhørende styrevogne. I 1984 blev de erstattet af Y-tog, der fik litra ML. Disse er siden udskiftet med togsæt af typen Lint 41, der også benyttes på flere andre af Lokalbanens baner.

## Stationer
- Hillerød Station
- Grønholt Station (teknisk set: trinbræt; oprettet 1933)
- Kratbjerg Station (teknisk set: trinbræt; oprettet 2008)
- Fredensborg Station
- Langerød Station (teknisk set: trinbræt; oprettet 1933)
- Kvistgård Station
- Mørdrup Station (teknisk set: trinbræt; oprettet 1934)
- Snekkersten Station (oprindeligt: trinbræt; oprettet 1879; ombygget til station 1892)
- Helsingør Station

## Trafik
Banen er enkeltsporet mellem Hillerød og Snekkersten; der er krydsningsmulighed i Fredensborg. Mellem Snekkersten og Helsingør er der dobbeltspor, der deles med Kystbanen. Der er halvtimesdrift i dagtimerne alle dage og timedrift om aftenen.